# Meent van der Sluis
Meent Wilhelm van der Sluis (Forbach, 15 januari 1944 - Assen, 13 juli 2000) was een sociaal-geograaf en politicus.

## Leven en werk
Na zijn middelbareschoolopleiding studeerde Van der Sluis sociale geografie in Groningen. Hij was docent aan het hoger beroepsonderwijs, eerst aan de Pedagogische Academie te Assen daarna aan het Van Hallinstituut. Van der Sluis promoveerde in 1987 in Nijmegen op een proefschrift getiteld "Ruimtelijke aspekten van het elektriciteitsverbruik in Nederland". 
Van der Sluis zag een verband tussen de gaswinning in het Groningenveld en aardbevingen. Zijn opvattingen werden tijdens zijn leven fel bestreden door de toenmalige woordvoerder van de NAM. Hij was gedurende een periode van bijna twaalf jaar lid van Provinciale Staten van Drenthe voor de Partij van de Arbeid. Hij publiceerde ook diverse werken over het Drentse veengebied, de veenwinning en de veenarbeiders. De door hem opgebouwde verzameling veengereedschap heeft hij overgedragen aan het Fries Museum. Hij overleed in juli 2000 op 56-jarige leeftijd aan een hartstilstand.

## Aardbevingen en gaswinning
Van der Sluis onderbouwde zijn stelling dat er een relatie is tussen aardbevingen en aardgaswinning in een tweedelig rapport "Aardbevingen in Noord-Nederland". Hierin ontvouwde hij de bomijs-theorie, die hij verder uitwerkte als het model van "S-radiale trillingen". Essentie van deze theorie is dat de trillingen vanuit het Slochteren gasveld naar de omgeving worden doorgegeven via het S-radialenpatroon. Dit patroon wordt bepaald door het ondergrondse stelsel van zoutkoepels en breuklijnen. Deze theorie is nadien nooit breed aanvaard en/of bewezen. Van der Sluis gaf zelf ook ruimte voor nuancering en onzekerheid maar zijn eindconclusie was helder: "Hoe het ook zij, het is voor mij buiten kijf dat de oorzaak van de bevingen en trillingen in en bij Assen en tevens het hele Noorden, gelegen is in het Slochterenveld".
In het tweede deel behandelde Van der Sluis de effecten die de (toekomstige) aardbevingen hebben. Ook wees hij in dit deel op het feit, dat de NAM "als bieder van informatie een monopolie bezit". Van der Sluis was van mening, dat het aantal bij de diepe ondergrond betrokken (onderzoeks)organisaties erg klein was en dat de belangen vaak verstrengeld waren. Als hoofdconclusie pleitte hij voor het openbaar maken van alle relevante gegevens en voor een onafhankelijke deskundige voorlichting.
De toenmalige voorlichter van de NAM, Frank Duut, erkende in een interview in de loop van 2013 achteraf dat Van der Sluis terecht het verband had gelegd tussen de gaswinning en de aardbevingen, maar bestempelde de theorie waar Van der Sluis zich op baseerde als onzin.

## Stichting Meent van der Sluis

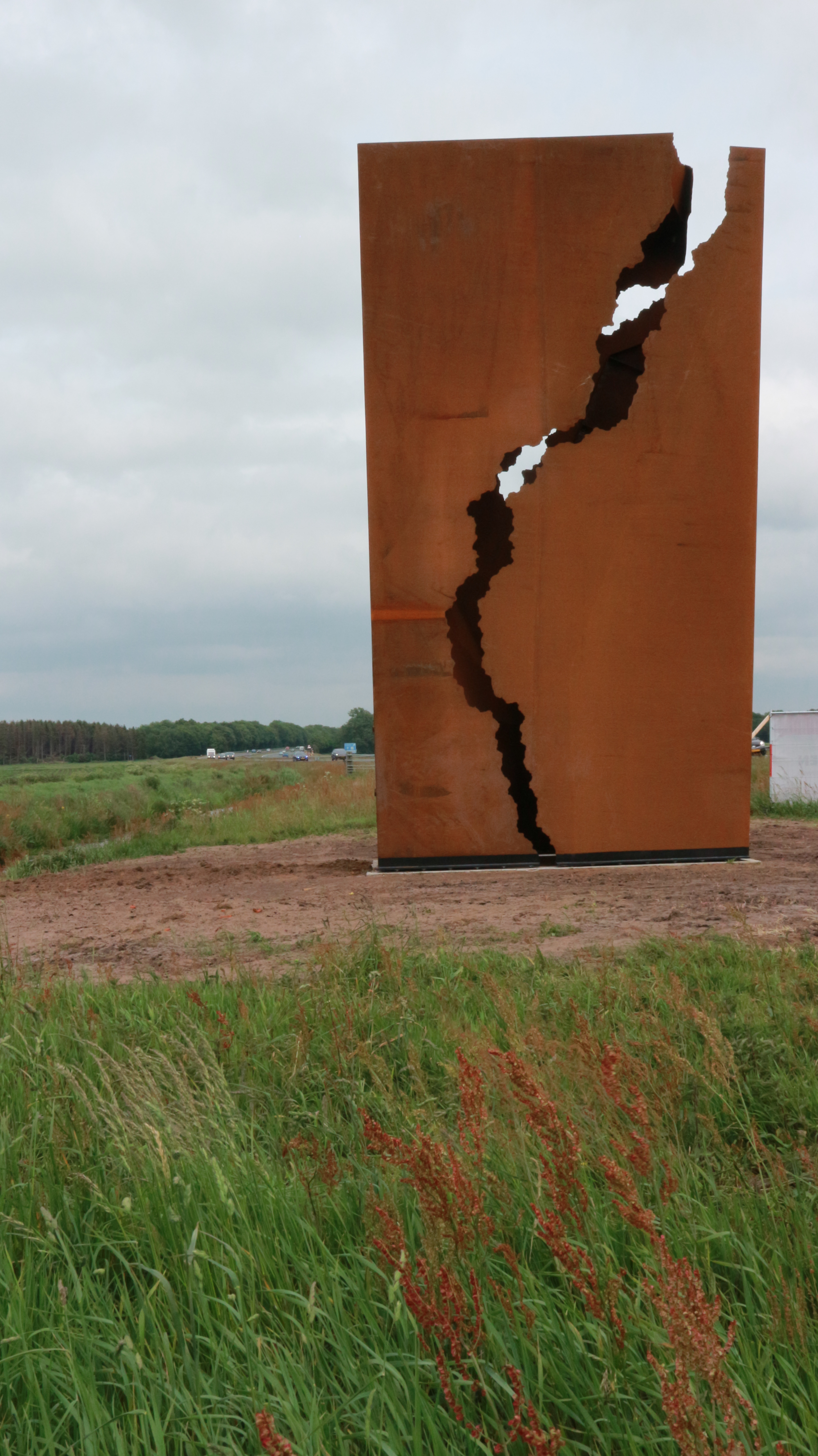
Het Andere Monument (hoogte 8 meter), ontworpen door Karel Buskes in 2019, in cortenstaal. Het monument staat vlak langs de A7 in Westerbroek ter hoogte van Harkstede

De stichting Meent van der Sluis heeft zich ingezet voor het oprichten van "Het Andere Monument". Het monument vraagt aandacht voor de schadelijke gevolgen van de gaswinning, in het bijzonder voor de aardbevingen die hierdoor ontstaan en voor de Groninger bevolking die daar de dupe van is. Tevens vraagt het monument aandacht voor degenen die vergeefs, veelal tegengewerkt en beschimpt door instituties en autoriteiten, voor deze negatieve gevolgen hebben gewaarschuwd. Van der Sluis was een van hen, daarom draagt de stichting zijn naam. Het monument verbeeldt een gescheurde baksteen als symbool voor de negatieve gevolgen van de gaswinning in Groningen.
De plaats en uitstraling van het monument, langs de A7 ten oosten van de stad Groningen, zijn bewust gekozen ter compensatie van de "Gasmolecule" een aantal kilometers meer oostwaarts, dat in 2009 is opgericht ter herdenking van vijftig jaar gaswinning. "Het Andere Monument" is onthuld op 28 mei 2019 door Jeroen Dijsselbloem, voorzitter van de Onderzoeksraad voor Veiligheid, in het bijzijn van mevrouw Trijni van der Sluis, de weduwe van Meent van der Sluis.
Het monument is ontworpen door Karel Buskes.